# Protapanteles sarrothripae
Protapanteles sarrothripae är en stekelart som först beskrevs av Weed 1887.  Protapanteles sarrothripae ingår i släktet Protapanteles och familjen bracksteklar. Inga underarter finns listade i Catalogue of Life.